# Minerální látky ve výživě drůbeže
Minerální látky jsou v metabolismu živočichů nezbytné pro růst a funkci buněk, tkání a orgánů.

## Vápník a fosfor
Pro drůbež mají největší význam vápník a fosfor. Jejich potřeba je nejvyšší ze všech minerálií; největší část dietního vápníku se využívá u rostoucích mláďat k tvorbě kostní tkáně (převážně ve formě fosforečnanu vápenatého) a k tvorbě vaječné skořápy u nosnic (jako uhličitan vápenatý). Vápník je nezbytný pro růst a vývoj buněk, pro přenos signálu mezi buňkami, pro svalové kontrakce, pro srážení krve, a společně se sodíkem a draslíkem i pro srdeční činnost. Fosfor na rozdíl od vápníku je obsažen hlavně v buňkách; je důležitou součástí purinových nukleotidů a jiných fosforylovaných komponent zúčastňujících se při transportu a konzervaci volné energie v biochemických reakcích. Podílí se na metabolismu cukrů a tuků i stavební struktuře buněk. Jeho soli mají významnou úlohu při udržování acidobazické rovnováhy. Využití vápníku i fosforu v organismu závisí na přítomnosti odpovídajícího množství vitamínu D v krmivu. Při nedostatku vitamínu D je ukládání obou minerálů v kostech rostoucích ptáků redukováno, kosti jsou nedostatečně mineralizovány a také ve vaječné skořápce je méně vápníku.
Potřeba vápníku i fosforu je velmi variabilní, zvyšuje se postupně s věkem, mění se v závislosti na ročním období, technice chovu a u nosnic a krůt také na výši snášky. U drůbeže v klecovém chovu je potřeba Ca i P vyšší než při chovu slepic na hluboké podestýlce. Nárok na minerálie se zvyšuje při používání tukovaných krmných směsí – nadbytek tuku v krmivu zhoršuje resorpci Ca z tenkého střeva; vznikají těžko vstřebatelné vápenné soli.
Drůbež využívá především anorganický fosfor. Až 100% využitelný je fosfor z krmiv živočišného původu. V krmivech rostlinného původu (obilniny) je z celkového obsahu fosforu asi 70 % organického fosforu (fytátový) a jen 30 % fosforu anorganického. Tzn. že z krmiv rostlinného původu je fosfor využitelný jen z 30 %. Proto potřeba fosforu se stanovuje s ohledem na využitelný fosfor. Krmné směsi zpravidla obsahují dostatek fosforu (ve formě kostní a masokostní moučky, fosforečnanů aj.).
Mezi metabolismem obou prvků existuje úzká vazba. Obecně doporučovaný poměr mezi Ca:P je 2 : 1 (u mladé drůbeže 1,5–2 : 1, u nosnic 2,5–4,5 : 1). Případný nepoměr pomáhá odstraňovat vitamín D, který zajišťuje i jejich lepší asimilaci.
Nedostatek vápník a fosforu v krmivu se projevuje zpomaleným a nevyrovnaným růstem mladých zvířat, špatnou tvorbou a vývinem kostry, a vznikem křivice (rachitida). U nosnic nedostatek Ca snižuje snášku a zhoršuje kvalitu vaječnou skořápku. Úbytek vápníku v kostech (osteomalacie) se projevuje jejich zvýšenou lomivostí, zejména páteře, kosti holenní a stehenní. Tento stav je často součástí anebo spouštěcím faktorem tzv. „klecové únavy“. Její etiopatogeneze však dodnes není jednoznačně vysvětlena. Nadbytek vápníku v dietě může způsobovat urolitiázu (tvorba močových kamenů).
Nadbytek fosforu v krmivu nepříznivě ovlivňuje využitelnost a ukládání vápníku v organismu a zhoršuje také kvalitu skořápky. Nízké hladiny dietního fosforu v průběhu odchovu kuřat mohou zhoršovat účinek nadbytku Ca.

### Výpočet potřeby vápníku pro nosnici
Záchovná potřeba Ca pro nosnici se udává v průměru 0,1–0,2 g/kg žh./den. Nosnice ve snášce vyloučí z těla s každým sneseným vejce v průměru 2,1–2,4 g vápníku (snáška 280 vajec/rok = 600 g vápníku). Vezmeme-li v úvahu nejnižší hodnoty, pak denní potřeba vápníku pro nosnici a den je 0,1 + 2,1 = 2,2 g.
Protože využitelnost vápníku v organismu nosnice je jen 50 % (u starších nosnic <50 %), potřebuje nosnice při denním příjmu 100 g krmiva a 100% snášce přijmout v této krmné dávce dvojnásobek, tj. 4,4 g vápníku. Jestliže má příjem krmiva nižší, musí krmivo obsahovat více Ca a naopak. Stejně tak při nižší než 100% snášce se úměrně množství vápníku snižuje (např. při 85 % snášce a příjmu 100 g krmiva je potřeba Ca 3,7 g/den).

## Sodík a chlor
Sodík (Na) je hlavní extracelulární kation; vyskytuje se v krvi a v tělních tekutinách ve formě soli (NaCl) nebo jako uhličitan a fosfát. Sodík je nezbytný k udržení nervosvalové dráždivosti, permeability buněk a k regulaci koncentrace vodíkovách iontů v krvi. Váže na sebe velké množství vody. Chlor (Cl), jako hlavní extracelulární anion, zajišťuje rovnováhu iontů a tekutin v organismu. Sůl je rovněž potřebná k tvorbě žaludeční kyseliny solné a sodík společně s draslíkem a vápníkem je důležitý pro srdeční činnost. Sůl je nezbytným přídavkem do krmiv pro drůbež, potřebným k zajištění růstu i vaječné produkce.
Nedostatek sodíku se u kuřat projevuje nejen zpomalením růstu, ale také oštipováním peří, měknutím kostí, keratinizací rohovky, zhoršenou činností gonád, hypertrofií nadlevin, zhoršenou utilizací krmiva a snížení objemu tekutin v krvi i těle. Srdeční výkon a průměrný arteriální tlak klesají, hodnoty hematokritu se zvyšují, elasticita podkožní tkáně se zhoršuje, a nedojde-li k nápravě, dochází k šoku a následnému úhynu.
Krmné směsi s nedostatkem soli způsobují u slepic ztrátu tělesné hmotnosti, pokles snášky, snížení velikosti vajec a někdy i kanibalismus. Proto se při kanibalismu někdy doporučuje podávat až 3 % soli v krmivo, ale jen krátkodobě (1–3 dny). U krůt se pozoruje snížená snáška a líhnivost vajec.
Nedostatek chlóru (Cl), experimentálně vyvolaný dietou obsahující 190 mg Cl/kg krmiva, se u kuřat projevoval zhoršením růstu, vyšší mortalitou, dehydratací organismu, zahuštěním krve a snížením hladiny Cl v krvi. Při nedostatku Cl u kuřat jsou typické nervové příznaky – po přinucení k pohyby padají dopředu s končetinami vytrčenými vzad a v této poloze mohou být paralyzována i po několik minut.
Větší množství soli v krmivu je pro kura toxické; podíl soli v krmivu by neměl přesahovat 2 %. Letální dávka je asi 4 g/kg tělesné hmotnosti. Zejména kachny a také mladá kuřata jsou citlivější k toxickému účinku soli než starší zvířata. Nadbytečný přívod soli se projevuje zvýšením spotřeby pitné vody, průjmy, svalovou slabostí, křečemi a úhynem.

## Draslík
Draslík (K) je běžně a v dostatečném množství přítomen v krmivech rostlinného a živočišného původu, proto k jeho nedostatku u dospělých zvířat většinou nedochází. Na rozdíl od sodíku se v organismu vyskytuje hojněji v buňkách než v tělních tekutinách. V nejvyšších koncentracích se nachází ve svalech, erytrocytech, mozku a játrech; měkké tkáně kura obsahují 3× více draslíku než sodíku, v kostech je jejich obsah přibližně stejný. Jako hlavní kation v intracelulární tekutině má draslík nezbytnou úlohu v udržování acidobazické rovnováhy a osmotického tlaku. Draslík se přímo zúčastňuje v mnoha biochemických reakcích (biosyntéza bílkovin, metabolismus cukrů, aminokyselin nebo jako kofaktor v mnoha enzymatických reakcích) a je nezbytný pro normální srdeční činnost, kdy zastává opačnou funkci než vápník, tj. redukuje kontraktilitu srdečního svalu a podporuje jeho relaxaci.
Draslík je antagonistou sodíku. Jeho nedostatek v organismu se projevuje celkovou ochablostí svalstva, charakterizovanou slabostí křídel a končetin, zpomalením činnosti střev, srdce a respiračních svalů. V kritických případe se mohou vyskytovat tetanické křeče a úhyn. Deficience draslíku v krmivu kuřat se projevují zpomalením růstu, kanibalismem a zvýšenou mortalitou, u nosnic poklesem snášky a zhoršenou kvalitou vaječné skořápky. Také působením stresu může dojít k poklesu koncentrace draslíku v krvi (hypokalémii). Požadavky na příjem draslíku jsou ovlivňovány koncentrací sodíku, chloridů a energie v krmivu. Toxicita draslíku je minimální, ani dávky 3krát převyšující potřebu nezpůsobují u ptáků žádné problémy.

## Hořčík
Hořčík (Mg) je nezbytný pro vývin kostry, metabolismus vápníku, fosforu a cukrů a pro aktivaci mnoha enzymů, zejména fosfatáz. Dvě třetiny veškerého hořčíku v těle jsou uloženy v kostech; ve vaječné skořápce je ve formě uhličitanu obsažen v množství kolem 1,4 %. Dále se nachází v játrech, ledvinách a svalstvu. Potřeba Mg u kuřat se odhaduje na 400 mg/kg, u nosnic na 500 mg/kg krmiva. Krmné směsi pro drůbež zpravidla obsahují dostatek hořčíku (asi 2–3 g/kg).
Nedostatek hořčíku u kuřat i krůťat zpomaluje až zastavuje růst. Taková mláďata jsou netečná, po vyrušejí dostávají krátkodobé křečovité záchvaty, lapají po dechu a upadají do komatózního stavu; některá mohou i uhynout. Zjišťuje se snížená koncentrace vápníku v krvi (hypokalcémie), abnormality kostí a poruchy osteosyntézy. U nosnic se deficit hořčíku projevuje snížením snášky během 10–14 dnů a poklesem líhnivosti násadových vajec.
Případný nadbytek hořčíku se u kuřat projevuje zpomalením růstu a demineralizací kostí, u nosnic průjmem a produkcí menších vajec se slabší skořápkou.

## Síra
Síra (S) se dostává do organismu ve formě sirných aminokyselin (metioninu, cystinu a cysteinu), částečně i s vitamíny (tiamin, biotin). Má význam pro tvorbu peří a rohoviny (zobák, drápy), proto jsou velké nároky na ni zejména při růstu peří a pelichání. Síra v substanci a anorganické sulfáty nemají pro výživu význam, musí se podávat v organické formě (např. jako živočišná bílkovina). Při používání sirného květu k terapii kokcidiózy před zavedením sulfonamidů byl pozorován rachitický účinek síry i nepříznivé působení na vitamín D3. Nejvyšší obsah síry je v bílkovinách vaječného žloutku a v peří.

## Měď
Měď (Cu) podmiňuje vstřebávání železa, podílí se na syntéze hemoglobinu, ovlivňuje stavbu kostí a pigmentaci peří. Nedostatek mědi v krmné dávce způsobuje u kuřat anémii, rupturu aorty, zvýšenou lomivost kostí a zhoršenou pigmentaci peří. U nosnic se snižuje snáška, zvyšuje velikost vajec a zhoršuje kvalitu skořápky – vyskytují se vajíčka bez skořápky, deformovaná vajíčka, zvrásněná a tenčí skořápka.
Nadbytek mědi v krmivu brojlerů může způsobovat zesílení a zvrásnění stěny žaludku, eroze sliznice, krváceniny pod kutikulou a zvýšenou produkci hlenu na sliznici proventrikulu.

## Železo
Železo (Fe) je nepostradatelnou složkou hemu, porfyrinového jádra hemoglobinu a cytochromů, a složkou některých enzymů včetně katalázy, peroxidázy, fenylalanin hydroxylázy, tyrosinázy a prolin hydroxylázy.
Deficience železa způsobuje anémii a redukuje koncentraci nehemového železa v plasmě a brání normální pigmentaci peří u drůbeže. U nosnic také způsobuje anémii u inkubovaných embryí a snižuje líhnivost. Líhnutá kuřata jsou slabá a netečná; přídavek Fe umožňuje rychlou nápravu. Nedostatek železa snižuje u kuřat syntézu niacinu z tryptofanu.

## Mangan
Častou deficiencí minerálních látek u drůbeže je nedostatek manganu (Mn) v krmné dávce, zvláště je-li spojen s jinými deficiencemi (cholinu, biotinu, kyseliny listové nebo vitamínu E). U mladých kuřat, krůťat a bažantů způsobuje vznik perózy. Je potřebný pro růst, tvorbu kostí, vaječnou produkci, líhnivost a kvalitu vaječné skořápky.

## Selen
Vitamín E a selen (Se) mají vzájemný podpůrný efekt v prevenci řady nemocí. Nedostatek selenu u kuřat zpomaluje růst i opeření, zhoršuje trávení tuků, vyvolává atrofii až fibrózu (zmnožení vaziva) pankreatu a podporuje vznik exudativní diatézi; u krůťat způsobuje poškození svalnatého žaludku. Selen je součástí enzymu glutation peroxidázy, který chrání buňky a tkáně před oxidací, a spolupodílí se na konverzi tyroxinu v jeho aktivní formu. Káčata uhynulá pro nedostatek selenu v krmivu vykazují při pitvě hydroperikard, ascites a nekrózy v mnoha tkáních, včetně žaludku, srdce a kosterní svalovin.

## Zinek
Zinek (Zn) je nepostradatelný pro všechny živočichy. Je součástí některých enzymů, u jiných je nezbytný pro jejich aktivaci; byl popsán úzký vztah mezi vitamínem E a zinkem. Nedostatek zinku se u kura domácího projevuje retardací růstu, špatným opeřením. oboustrannýmn zduřením hlezenních kloubů, zkrácením a zesílením dlouhých kostí, šupinatěním kůže běháků, dermatitidou, zvýšenou hodnotou hematokritu, neohrabanou chůzí. U káčat se nedostatek zinku projevuje hyperkeratózou kůže v oblasti plovacích blan mezi prsty, na sliznici jazyka a jícnu. Krůťata jsou mnohem citlivější na deficienci zinku než kuřata. Násadová vejce pocházející z rozmnožovacích chovů s nedostatkem zinku, ale nadbytkem Ca a P a kyseliny listové, v krmných směsích, vykazují vysokou mortalitu embryí způsobenou malformacemi a vznikem zrůd.
Nadměrný příjem zinku vyvolává u slepic pelichání a rychlý pokles snášky, u kuřat zhrubnutí výstelky svalnatého žaludku a degeneraci pankreatu.